# 聖母領報主教座堂 (沃羅涅日)

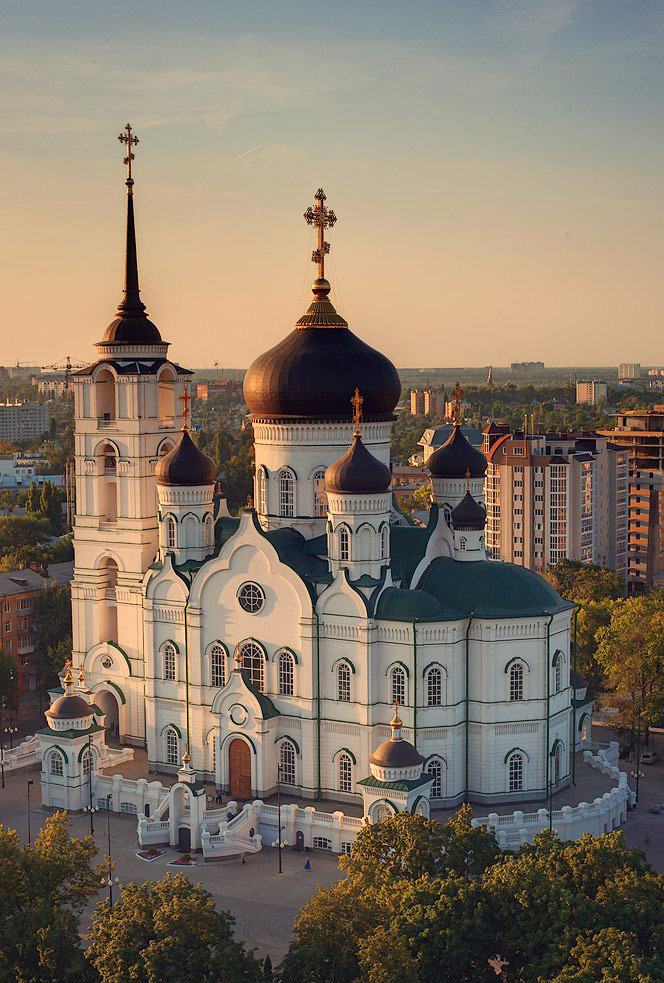

51°40′34″N 39°12′39″E / 51.67611°N 39.21083°E
聖母領報主教座堂（俄语：Благовещенский собор）是俄羅斯城市沃羅涅日的一座俄羅斯正教會主教座堂，也是俄羅斯最高的教堂之一。這座教堂修建於1998年至2009年期間，名稱取自於同名的烏克蘭巴洛克式大教堂。該教堂修建於1718年至1735年，在1950年代被蘇聯政府拆除。

## 外部連結
- 维基共享资源上的相關多媒體資源：聖母領報主教座堂
- Official website （页面存档备份，存于）